# Katú Mirim
Katú Mirim (9 de outubro de 1986) é uma rapper, cantora, compositora, atriz e ativista da causa indígena. Katú Mirim tem sido uma das grandes vozes na construção de um novo imaginário sobre o futuro. Katú Mirim foi a primeira indígena lésbica que midiaticamente falou sobre autodeclaração indígena, retomada de identidade e questões LGBTQ indígenas. Katú Mirim foi uma das primeiras influenciadoras indígenas a ganhar notoridade na internet tendo começado a criar conteúdos em 2015. Sua música e ativismo transcendem o entretenimento, tornando-se um manifesto vivo pela decolonização das mentes e espaços. Katú mirim é uma das artistas mais importantes e inovadora da música indígena contemporânea. Sua música que mistura Rap, Pop, Rock e Synth pop é um marco no rap indígena Brasileiro e na música pop futurista. Katú Mirim é a primeira cantora indígena a criar um Ep todo na temática futurista, solar punk e synth pop. As composições de Katú Mirim não apenas refletem as questões indígenas, mas também as questões de classe, gênero e sexualidade. Ela também não se encaixa apenas como Rapper, ou Rockstar, pois tem também álbum de Pop (Cura) e se denomina como uma artista livre. 
Fashion, a rebeldia na estética.
O estilo de Katú Mirim é uma fusão poderosa entre fashion, futurismo e ancestralidade, criando uma identidade visual única que reflete sua música e seu ativismo. Considerada uma indígena Cyber Punk, por hackear o sistema, mas apesar do seu estilo Cyber Punk, Katú acredita e tem fé em um futuro Solar Punk. Seu estilo comunica força, rebeldia e autenticidade.
FUTURISMO INDÍGENA
Como precursora do movimento Indígena Futurista no Brasil, trazendo o movimento através de música, conteúdos educacionais e palestras, Katú propõe uma ruptura com a ideia convencional de futuro — historicamente representado pela velocidade, pelo avanço industrial, pelas grandes cidades e pelas engrenagens das máquinas. Katú Mirim também trouxe o futurismo indígena para suas músicas, mesclando rap, beats de synth pop, instrumentos ancestrais e contemporâneos com o EP Quinto Elemento e com os singles Indígena Futurista e De volta para o passado. Com a moda, ela também traz o futurismo no seu visual, quebrando os esteriótipos do que é a imagem de um indígena. Uma indígena rockstar, futurista e rebelde, o que podemos esperar de Katú Mirim.

## Biografia
Katú Mirim nasceu e cresceu na periferia do interior Paulista. Com onze meses de idade foi adotada por um casal de não-indígenas. Veio ter conhecimento de que era adotada ainda na infância e aos treze anos descobriu que era filha biológica de pai indígena e mãe preta. Seu pai era indígena pertencente ao povo Boe Bororo e sua mãe era uma mulher preta, periférica (ambos já faleceram). Sua família adotiva era composta por pai, mãe e irmã. Seu pai adotivo faleceu em 2010 e sua irmã em 2020 na pandemia. Katú Mirim foi reconhecida como Boe Bororo por várias lideranças Boe Bororo. Em 2023 recebeu o nome de Merikaredo pelo chefe de cultura Boe Bororo, Raimundo Itogoga. No seu Instagram ela fala mais sobre o resgate de sua identidade no video retomada. 

## Carreira
Em 2003 iniciou na música como cantora da banda de garagem Kids Six, banda Emo da cidade de Jundiaí. Em 2017 retornou para a música, cantando Rap lançou seu primeiro single Aguyjevete. 
Em 2017 viralizou com a hashtag #indionaoefantasia, trazendo à tona o debate sobre os costumes indígenas utilizados fora do contexto aos quais eles pertencem. Ainda 2017, a artista decidiu usar suas ações pela causa indígena para fundar o movimento “VI Visibilidade Indígena”, que luta pelos direitos e representatividade dos artistas indígenas. 
Em 2018 participou da gravação da música “Retomada”, juntamente com Marina Peralta e Afrojess.
Em 2019 Fundou o primeiro coletivo indígena lgbtq do Brasil, o Tybyra coletivo que luta por politicas públicas, visibilidade e respeito para os indígenas lgbtq+.
Em 2019 foi a primeira artista indígena brasileira a realizar show para a marca Levi’s. Se apresentou no Festival Red Bull Amaphiko. Participou do Órbita Festival onde dividiu o palco com Edgar. Prestou consultoria à Maurício de Souza Produções na construção do espetáculo "Brasilis". Desfilou no São Paulo Fashion Week. Participou do comercial da Converse  e do podcast POC de Cultura patrocinado pela mesma, junto ao coletivo Tibira - LGBTQ+ Indígena. Participou do encontro MASP Professores, "Eu sou porque nós somos: mulheres e interseccionalidade", o programa se dedicou a discutir a importância de conhecer e compreender as experiências vividas por mulheres em diferentes dimensões e camadas sociais, considerando a necessidade de exercícios empáticos de suporte, crítica e ação conjunta. Participou de WME (Women’s Music Event) onde cantou Aguyjevete ao lado de Kaê Guajajara, transmitido ao vivo pelo canal TNT Brasil. Foi a primeira indígena brasileira a tocar na rádio CBC (Canadian Broadcasting Corporation).  Participou do clipe "A Caminhada" da cantora Gloria Groove. Participou do Mekukradjá, "(Re)existindo pelas letras, criando pontes", palestra apresentada no Itaú Cultural. Em 2020 participou do vídeo clipe da cantora Iza Be The One.
Em 2020 Katú mirim foi a primeira indígena Brasileira capa da revista ELLE, primeira indígena capa da revista Corpo Futuro e Be Free.
BIG FESTIVAIS: Se apresentou em grandes festivais como Rock in Rio, Rock the Mountain, Coma festival, Elas festival, entre outros.Foi uma das atrações musicais da cerimônia de entrega do Prêmio Sim à Igualdade Racial 2023, ao lado de BK', MC Soffia, Linn da Quebrada, Kaê Guajajara e Liniker.